# Toyoyama
Toyoyama (jap. 豊山町 Toyoyama-chō) – miasto w Japonii, na wyspie Honsiu, w prefekturze Aichi. Według danych na rok 2020 miejscowość zamieszkiwało 15 613 mieszkańców , a gęstość zaludnienia wyniosła 2526,4 os./km².